# Lưu Gia (Yên vương)
Lưu Gia (chữ Hán: 刘嘉, ? - 152 TCN), hay Yên Khang vương (燕康王) là chư hầu vương thứ sáu của nước Yên dưới thời nhà Hán trong lịch sử Trung Quốc.
Lưu Gia là con trai của Lưu Trạch, chư hầu vương thứ năm của nước Yên dưới triều Hán. Năm 178 TCN, Lưu Trạch mất, truy thụy là Kính. Lưu Gia tập tước Yên vương.
Năm 152 TCN, Lưu Gia mất, thụy là Khang vương. Ông làm Yên vương 26 năm, không rõ bao nhiêu tuổi. Con ông là Lưu Định Quốc nối tước. Sau Định Quốc tư thông với vợ lẽ của ông và vợ của em trai, nên bị phế tước vương năm 128 TCN.